# 長鋪汽船
長鋪汽船株式会社（ながしききせん、NAGASHIKI SHIPPING CO., LTD.）は、岡山県笠岡市神島外浦に本社を置く、日本のコンテナ船の運行などを行っている海運会社である。

## 概要
江戸時代から150年続く同族企業。2020年現在、所有するタンカーなど外航船11隻を商船三井などの海運会社に貸し出している。従業員数は17人。

## 沿革
- 1930年 - 「長鋪船舶部」創立
- 1931年 - 帆船に焼玉機関を導入、朝鮮米等々の輸送に従事。
- 1932年 - 帆船時代の中、我国最初の内航鋼船を建造。
- 1943年 - 政府の要請により他社と合併し「八光汽船株式会社」を神戸市に創立。
- 1958年 - 資本金を300万円として「長鋪汽船株式会社」創立。
- 1968年 - 「神潮海運株式会社」を創立、同社へ480万円を出資。
- 1975年 - 「神潮海運株式会社」を吸収合併し、新資本金を1,600万円とする。

## その他

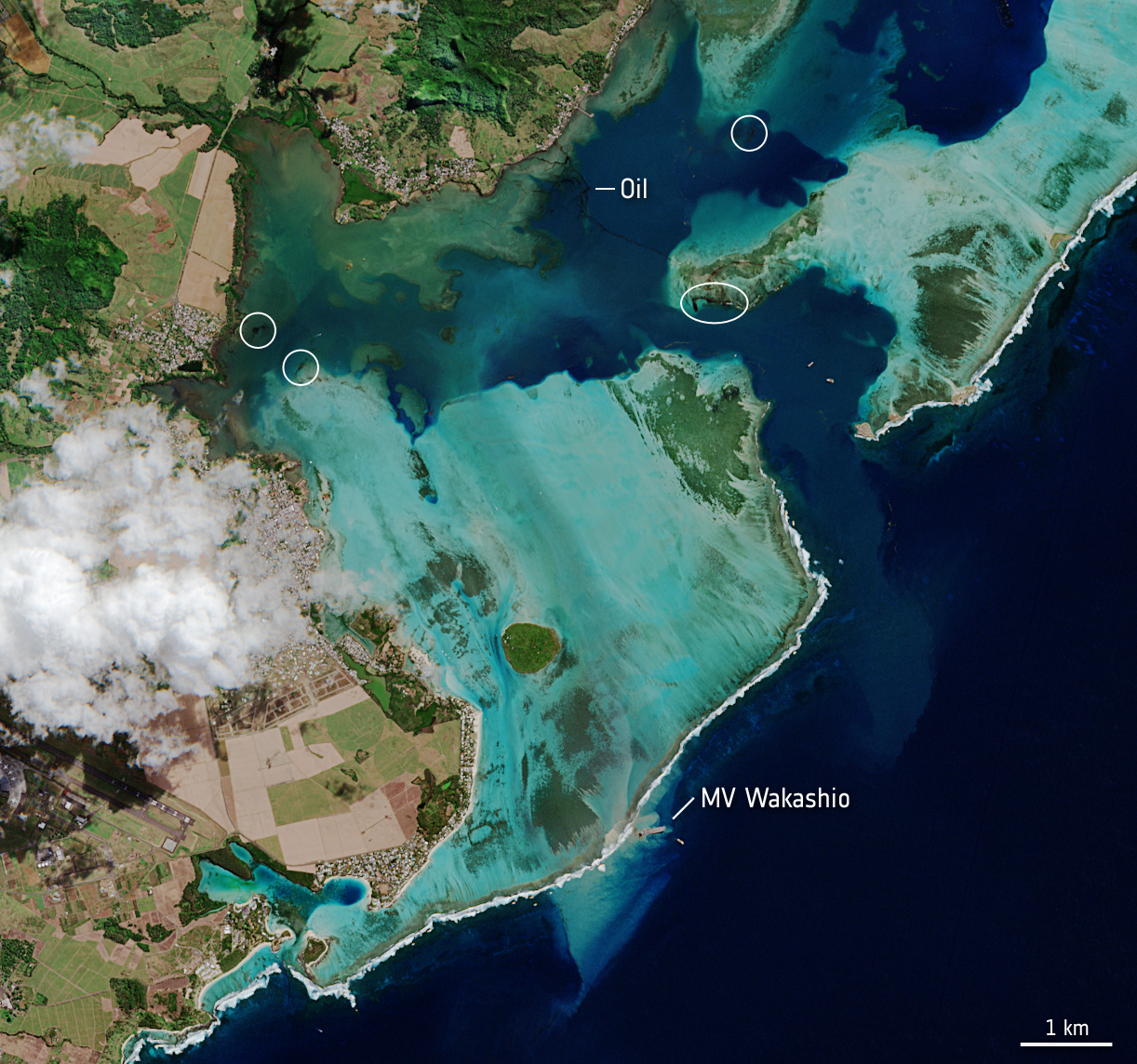
わかしお座礁石油流出

2020年に長鋪汽船のばら積み貨物船わかしお（WAKASHIO）がモーリシャス沖で座礁して石油流出を起こした（商船三井わかしお座礁石油流出事故）。